# Municipio de Tekom
El municipio de Tekom es uno de los 106 municipios del estado mexicano de Yucatán. Su cabecera municipal es la localidad homónima de Tekom.

## Toponimia
El nombre del municipio, Tekom, significa en lengua maya lugar (te'e) de la hondonada, del hoyanco (k'óom).

## Colindancia
El municipio de Tekom, ubicado en la región oriental del estado de Yucatán, colinda al norte con Valladolid y Cuncunul, al sur con Chikindzonot, al oriente con Tixcacalcupul y Chichimilá y al occidente con el municipio de Chankom.

## Datos históricos
- Antes de la conquista de Yucatán el sitio en que hoy se levanta el pueblo de Tekom, En el lugar de la hondonada, perteneció a la antigua provincia de los Cupules.
- 1662: A partir de este año y durante la colonia se establecieron en la región  diversas encomiendas.
- 1920: El 1 de enero, Tekom se erige municipio libre.
- 1957: El 21 de febrero, el municipio de Tekom sufre una pérdida de su territorio al crearse el municipio libre de Chikindzonot.

## Economía
La región municipal de Tekom se encuentra en la zona maicera del estado de Yucatán. La agricultura y la ganadería son las principales actividades económicas. Se cultiva el maíz, el frijol, algunos frutales, hortalizas y una variedad de chiles, así como la sandía.
Se cría ganado porcino y principalmente bovino. También aves de corral.
La cabecera municipal tiene fama por la urdimbre de hamacas que ahí se practica y que apoya la economía municipal.

## Atractivos turísticos
- Arqueológicos: Cerca de la cabecera existen vestigios de la cultura maya. Se piensa que Tekom fue una zona de paso usada en las distintas migraciones mayas y esos vestigios testimoniarían tal suposición.

- Arquitectónicos: Las iglesias de San Pedro Apóstol y San Francisco, construidas en la época colonial hacia el siglo XVII.

- Fiestas populares: Del 20 al 28 de mayo se realiza la llamada Fiesta de las hamacas. El 13 de junio se lleva a cabo la fiesta en honor a San Antonio, patrono del pueblo. En tales celebraciones se organizan las famosas vaquerías.

## Localidades del municipio
- Chibilub (Tekom)